# 제니스 (음악 그룹)
제니스(Zenith)는 2008년에 결성된 대한민국의 혼성 5인조 팝 재즈 아카펠라 음악 그룹이다.

## 역사

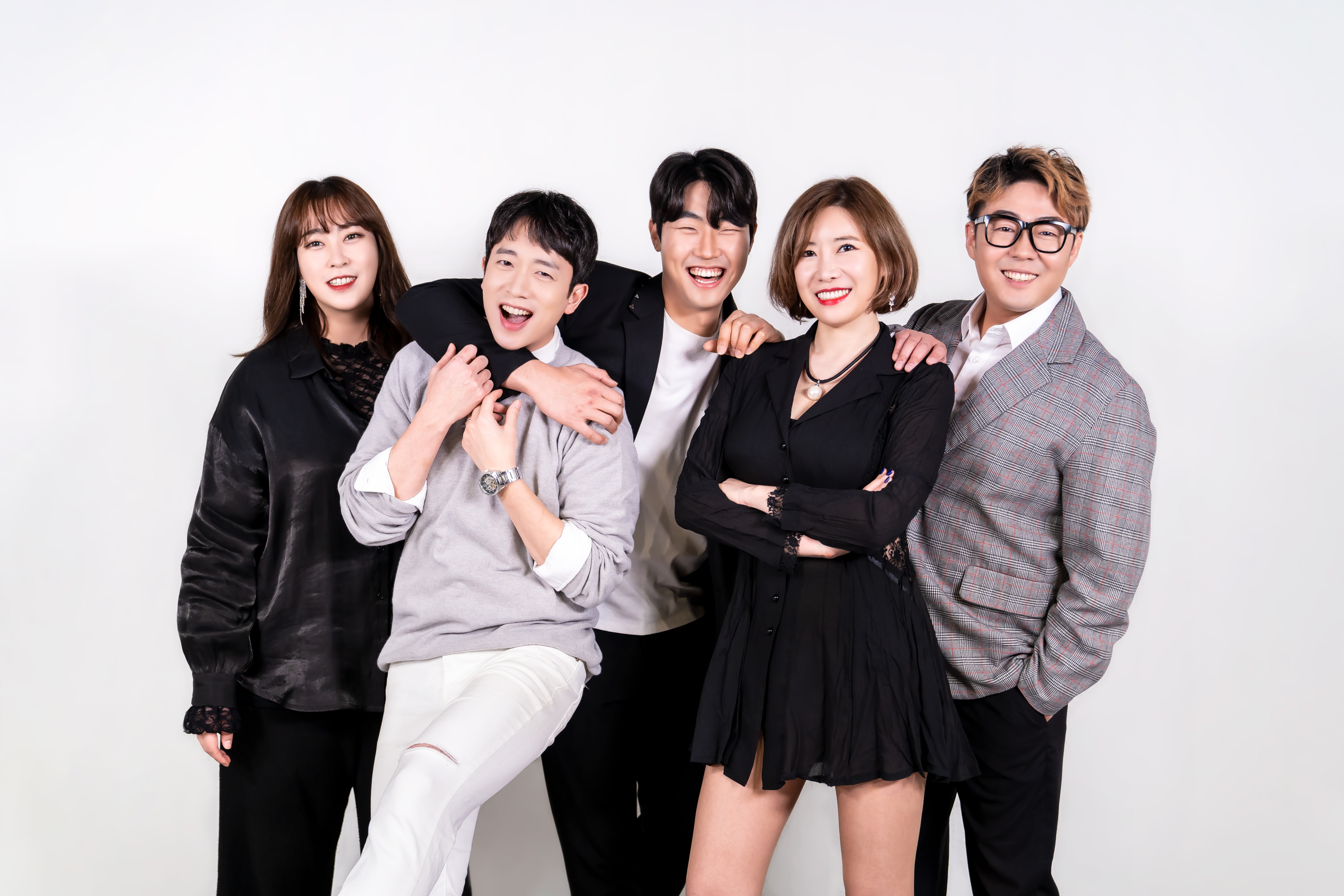
Zenith A Cappella Band

제니스는 리더 에릭킴(Eric Kim)에 의해 2008년 1월 4일에 아카펠라 스터디 모임으로 시작하여, 제2회 한국 아카펠라 대회 대상 수상으로 데뷔하였다. 2008년, 2009년에는 자라섬국제재즈페스티벌 공연을, 2012년에는 첫 EP음반 자이언트 트리를 발표했다. 2013년에는 SBS 런닝맨에 50인의 합창단과 함께 출연 하였고, M.net 방송의 적(이적, 존 박 주연)에는 존아카펠라로 3개월 간 고정 출연 하였다. 2014년에는 <타이완 국제 아카펠라 대회>(TCMC 주관) 우승과 베스트 퍼포먼스 상, 베스트 재즈 해석상을 수상 하였으며, 중화민국의 TCMC와 싱가포르 <The A Cappella Society> 초청으로 해외 콘서트를, 2015년에는 리얼 그룹, 스윙글 싱어즈, New York Voices 등이 심사 하는 유럽 오스트리아 그라츠에서 열린 국제 아카펠라 대회(Vokal.total 주관)에서 팝 음악 부문 1위와 재즈 부문 2위를 수상하였다. 이들의 유럽 도전기는 이듬 해, 독립 영화 자이언트 트리(2016)로 제작 되었다. 2019년에는 아카펠라 대표로 초등학교 5학년 음악 교과서(지학사)에 등재되었고, TBS (대한민국의 방송사) 김어준의 뉴스공장과 딴지 방송국 다스뵈이다 차례로 출연하였다. 2020년 데브시스터즈의 러브콜로 국민게임 쿠키런: 오븐브레이크 ost 미니앨범 디 오션을 발매하였으며, 타이틀곡 <샤벳상어의 꿈>이 유튜브 조회수 100만을 돌파하였다.

### 구성원
- 에릭킴(Eric Kim) : 베이스/비트박스 1979년생.
- 김민구(Mingoo Kim) : 테너 1985년생.
- 김세희(Sehee Kim) : 알토 1987년생.
- 김양우(Yangwoo Kim) : 바리톤 1993년생.
- 임혜린(Hyelyn Lim) : 소프라노 1992년생.

## 음반목록

### 정규음반
- 2018년 11월 29일 제니스 1집 《목소리 상자》(타이틀곡: 아이스 커피, 햇살이 필요해)

### EP음반
- 2012년 12월 26일 《자이언트 트리》
- 2013년 12월 16일 《크리스마스 타임》
- 2020년 8월 7일 《쿠키런: 오븐브레이크 OST ths Ocean》(타이틀곡: 샤벳상어의 꿈)

### 싱글음원
- 2014년 5월 30일 《뷰티풀 걸》
- 2014년 7월 11일 《기차타고》
- 2021년 5월 17일 《소풍》
- 2021년 6월 18일 《봄바람 불어와》

### 참여작품
- 블루 앤 블루《안녕》[5][6](2014년)
- 한돌타래 이브로만 하나되기《여울목》(2016년)

## 수상
- 2008년 한국 아카펠라 대회 대상 수상
- 2014년 인천국제공항 세계 아카펠라 컴페티션 대상 수상[7][8]
- 2014년 TCMC 타이완 국제 아카펠라 대회 골드메달-1위[9]
- 2014년 TCMC 타이완 국제 아카펠라 대회 베스트 퍼포먼스상 수상[9]
- 2014년 TCMC 타이완 국제 아카펠라 대회 베스트 재즈해석상 수상[9]
- 2015년 Vokal.Total 국제 아카펠라 대회 팝부문 Gold Diplomas-1위 수상[10]
- 2015년 Vokal.Total 국제 아카펠라 대회 재즈부문 Gold Diplomas-2위 수상[10]

## 방송
- 런닝맨(SBS) - 2013년 4월 28일
- 방송의 적(M.net) - 2013년 5월 29일 ~ 2013년 8월 14일
- 생방송 좋은 아침입니다(SBS) - 2014년 7월 23일, 2014년 7월 30일, 2014년 10월 29일, 2014년 12월 31일
- 필통(KBS1) - 2016년 2월 29일
- 김어준의 뉴스공장(TBS (대한민국의 방송사)) - 2019년 12월 27일
- 인생앨범, 예스터데이(MBN) - 2020년 12월 25일

## 국제 페스티벌
- 제5회 자라섬국제재즈페스티벌(대한민국) - 2008년 10월 3일
- 제6회 자라섬국제재즈페스티벌(대한민국) - 2009년 10월 18일
- 인천공항 세계 아카펠라 컴페티션 갈라콘서트[11](대한민국) - 2014년 8월 8일
- A Cappella Festival - The A Cappella Society[12] 갈라콘서트(싱가폴) - 2014년 10월 17일 - 10월 19일
- TCMC SPRING VOCAL FESTIVAL[13](타이완) - 2015년 4월 13일 - 4월 19일
- Vokal.total Out of Graz 갈라콘서트(오스트리아) - 2015년 7월 23일
- Taichung Jazz Festival(타이완) - 2016년
- 제 3회 코다이 국제 아카펠라 페스티발 갈라콘서트(대한민국) - 2016년
- 인천공항 세계 아카펠라 컴페티션 갈라콘서트 (대한민국) - 2017년